# ピエール＝フェリクス・マッソー
ピエール＝フェリクス・フィックス＝マッソーの名前で活動した、ピエール＝フェリクス・マッソー（Pierre-Félix Fix-Masseau、本名: Pierre Félix Masseau、1869年3月17日 - 1937年4月16日）はフランスの彫刻家である。

## 経歴
リヨンで生まれた。リヨン国立高等美術学校で学んだ後、奨学金を得て、パリ国立高等美術学校に入学し、ガブリエル・ジュール・トマ(Gabriel-Jules Thomas: 1824-1905)のスタジオで1889年から1892年の間、学んだ。1897年のコンクールで入賞し旅行奨学金を得て、ベルギー、オランダ、イタリアを旅し、フィレンチェやナポリを訪れた。
パリのサロンに出展した作品は、高く評価され、オーギュスト・ロダンからロダンの工房で働くように勧誘された。歴史上の人物の胸像の制作を得意とした。陶芸や金工など工芸品の制作でも知られている。静物画などの絵画も描いた。
第一次世界大戦の後、リモージュの国立工芸学校の校長になり、その仕事を1935年まで続け、リモージュのアドリアン・デュブーシェ国立博物館の学芸員も務めた。1926年にレジオンドヌール勲章（シュヴァリエ）を受勲した。1904年から1920年の間、パリのサロンの審査員を務めた。
息子のピエール・フィックス＝マッソー(Pierre Fix-Masseau: 1905-1994)はグラフィック・デザイナーになり、ポスターの制作で知られている。

## 作品

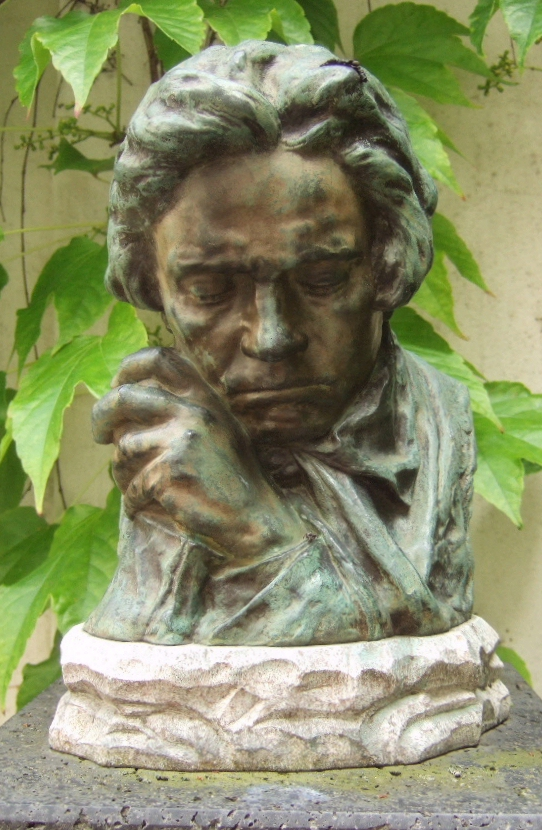
ベートーヴェンの胸像、ベートーヴェン・ハウス(1902)
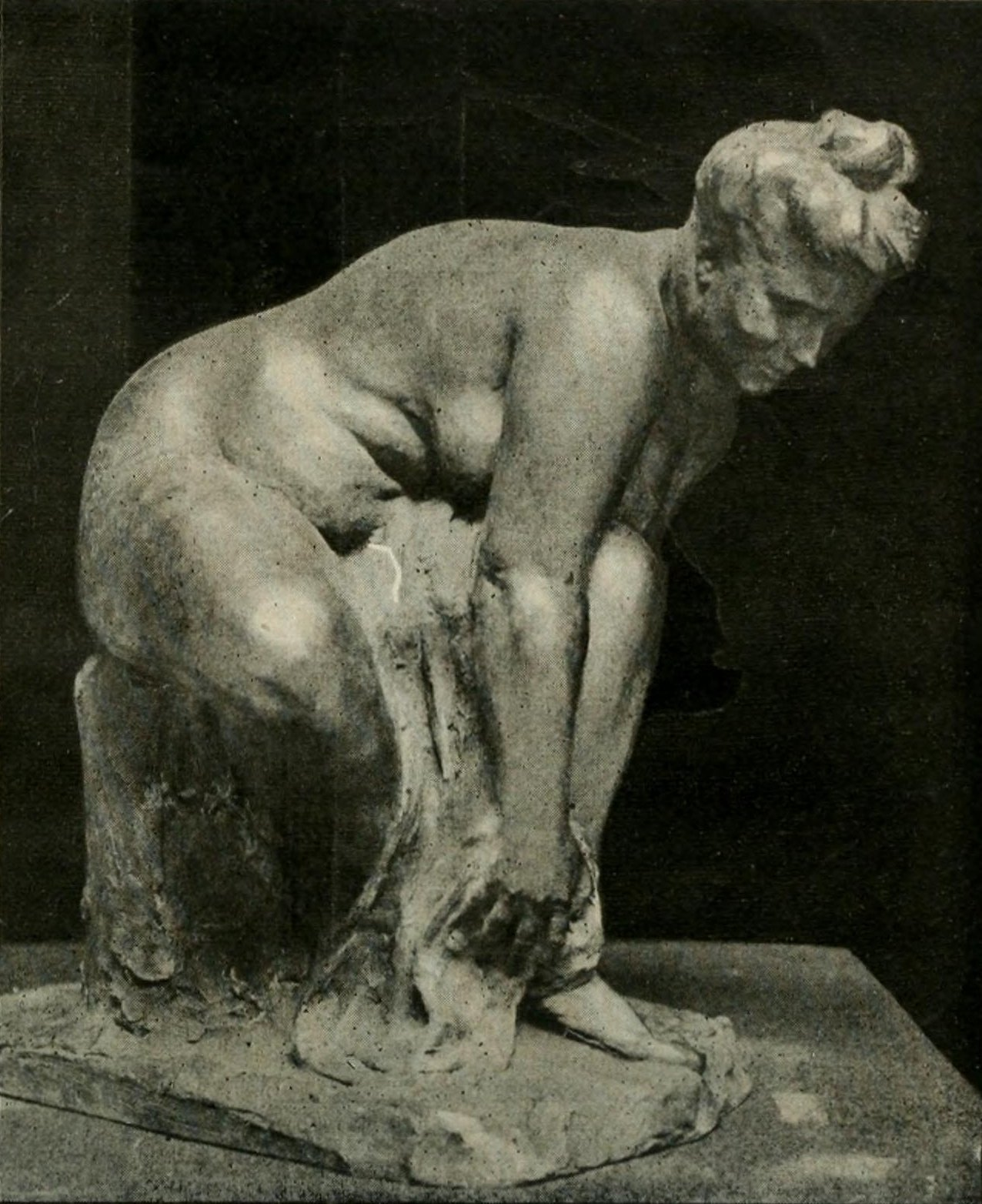
Femme s'essuyant(1905)
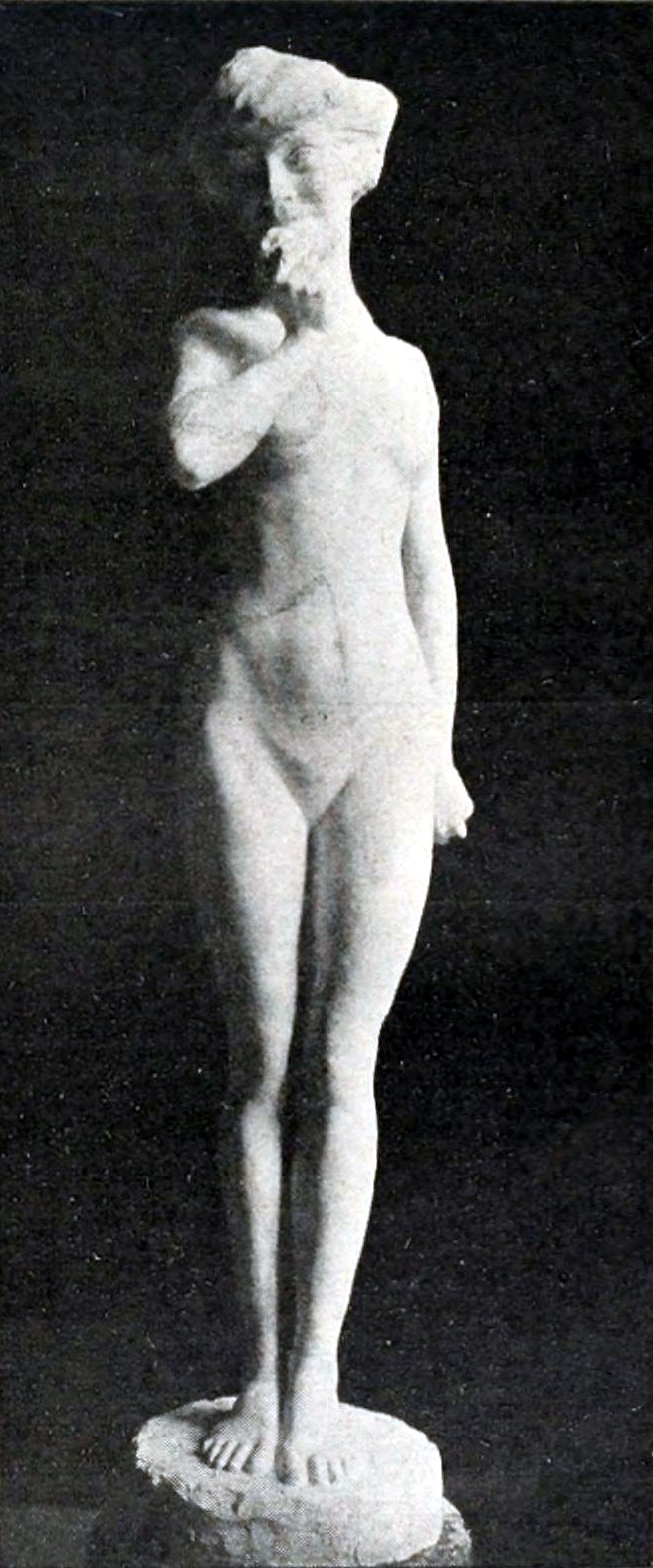
Petite fille d'Ève (1907)
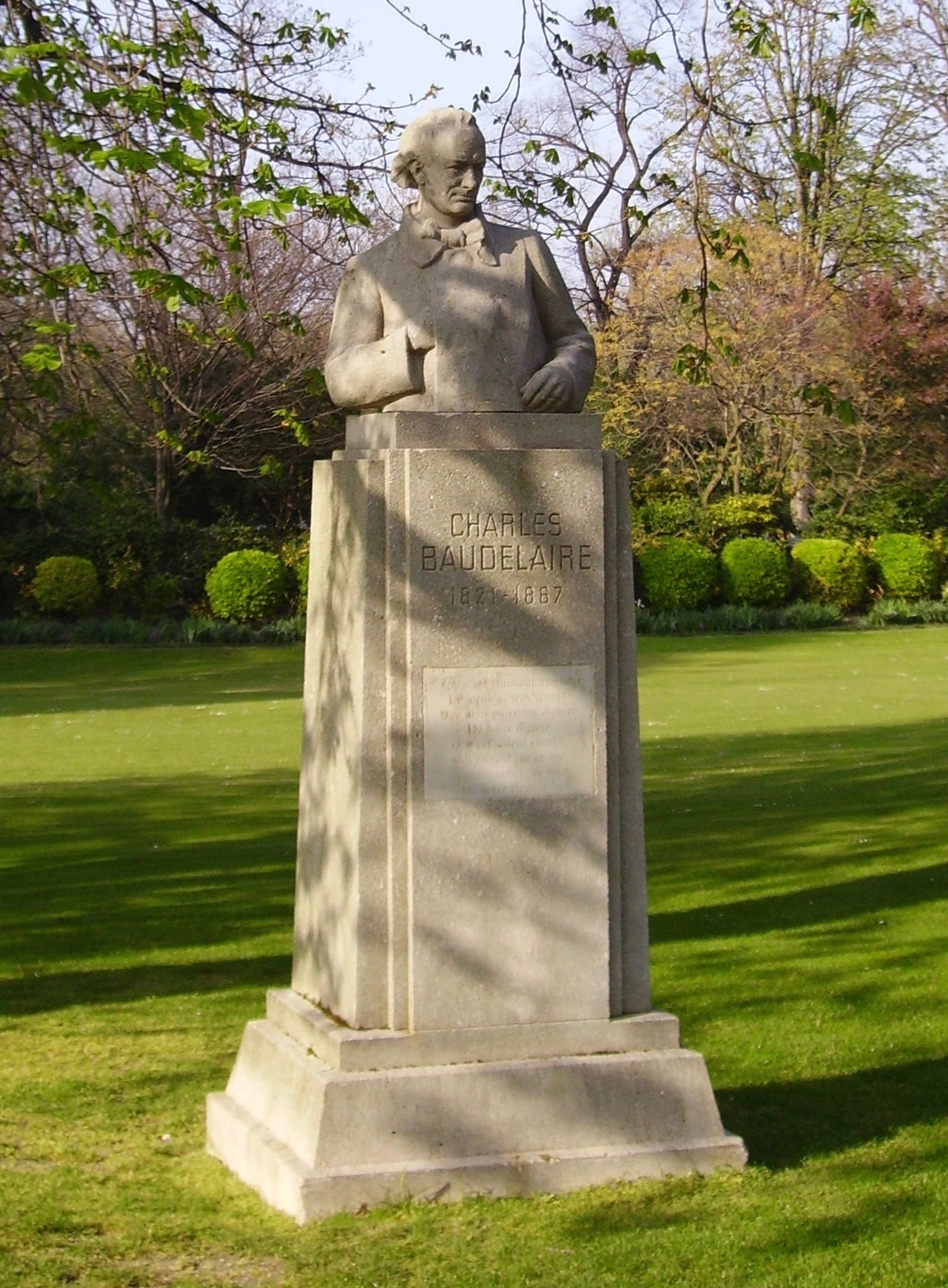
シャルル・ボードレールの胸像、リュクサンブール公園